# Obermayr
Obermayr ist ein deutscher Familienname.

## Herkunft und Bedeutung
Obermayr ist eine Variante des Familiennamens Meier.

## Varianten
- Obermaier, Obermeier, Obermair, Obermayer, Obermeir, Obermeyer

## Namensträger
- Adele Obermayr (1894–1972), österreichische Politikerin (SPÖ)
- Franz Obermayr (* 1952), österreichischer Politiker
- Franz Xaver Obermayr (1817–1891), deutscher Geistlicher und Politiker (Zentrum), MdR
- Helmut Obermayr (* 1949), österreichischer Jurist, Journalist und Intendant
- Karl Obermayr (1931–1985), deutscher Schauspieler und bayerischer Volksschauspieler
- Martin Obermayr (1882–1966), österreichischer Landwirt und Politiker
- Mathias Obermayr (1720–1799), deutscher Bildhauer und Stuckateur
- Paul Obermayr (1844–1928), österreichischer Kaufmann und Politiker
- Richard Obermayr (* 1970), österreichischer Schriftsteller